# 楊口郡

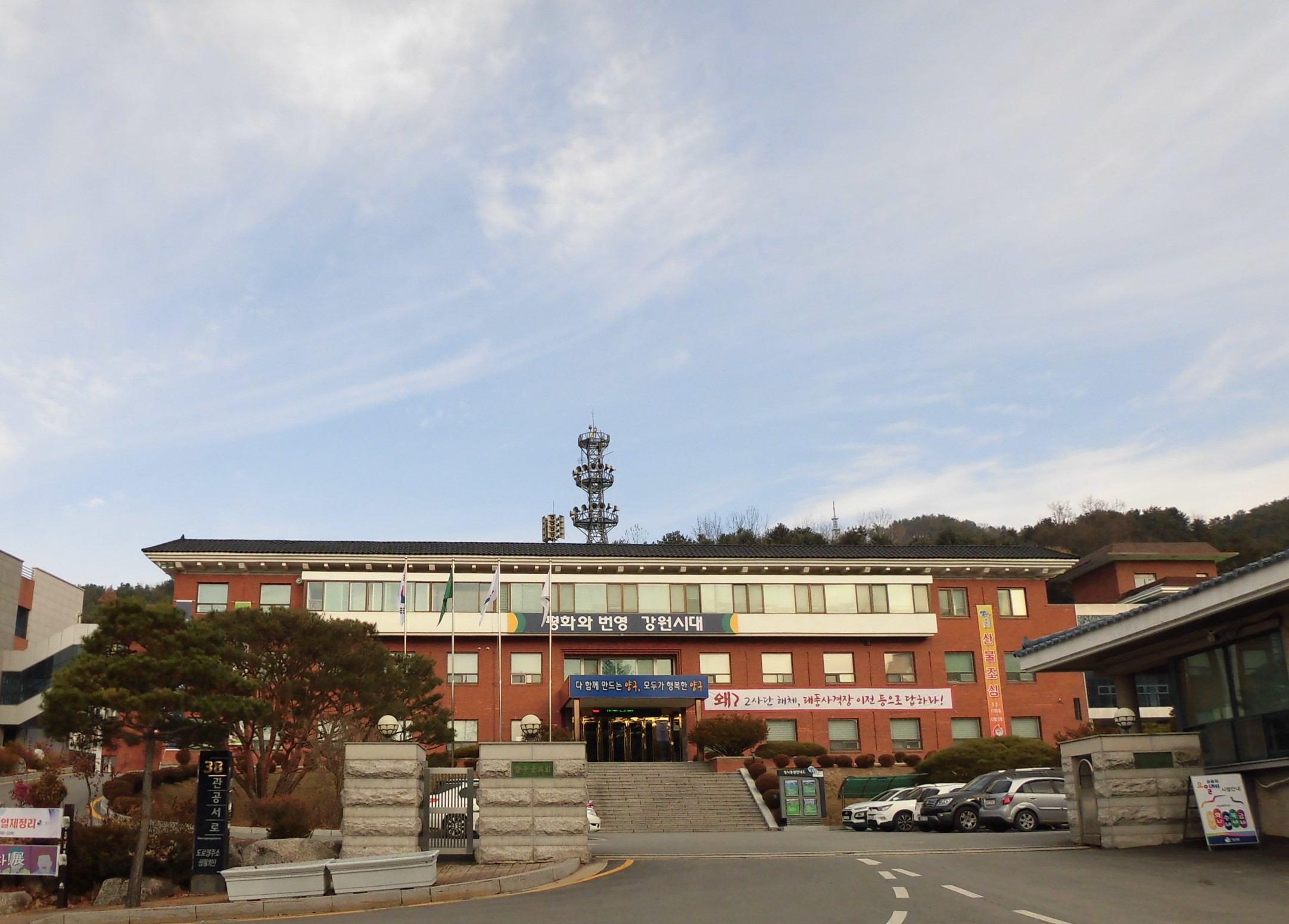
楊口郡庁

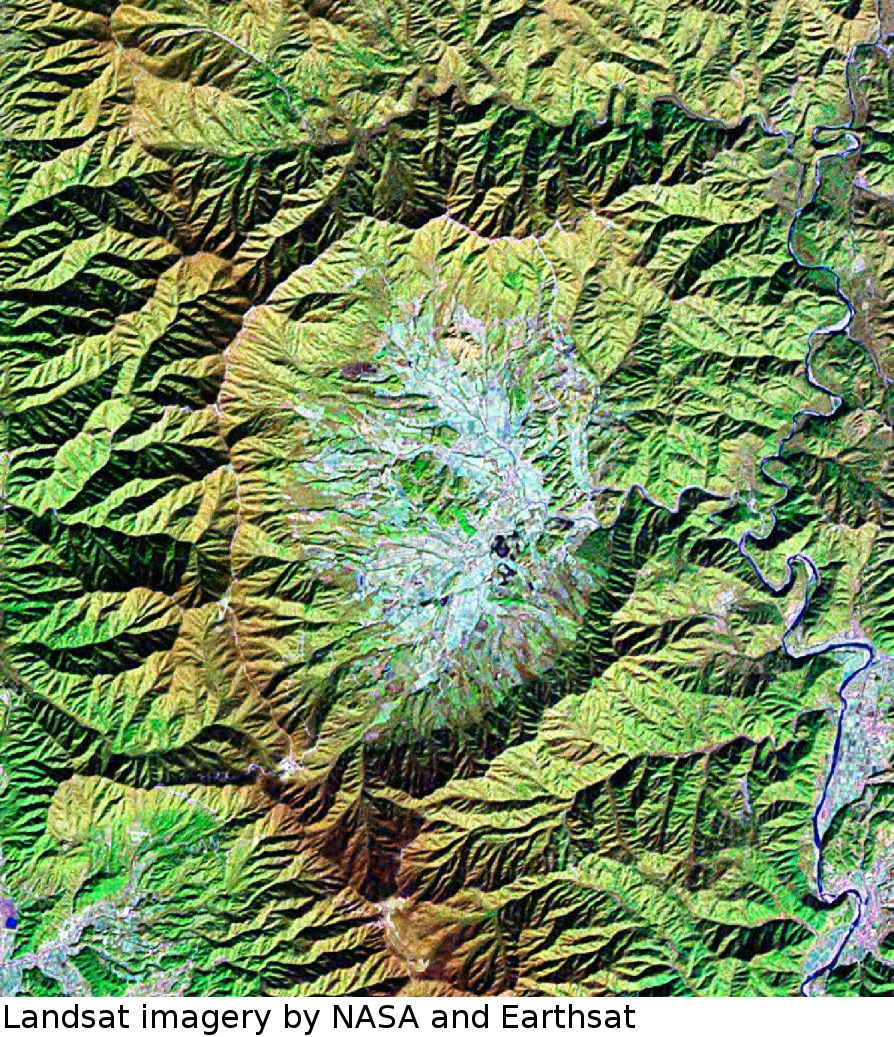
亥安面の全域をなす亥安盆地。朝鮮戦争の時は「パンチボウル」と呼ばれた。

楊口郡（ヤングぐん、ようこうぐん）は、大韓民国江原特別自治道にある郡。郡の北部を軍事境界線と接している。朝鮮戦争の血の稜線の戦い・断腸の稜線の戦い・パンチボウルの戦いの激戦地であった。

## 歴史
高句麗の時から楊口だったが、高麗の時には楊溝県に改め春州に属したが、後に楊口に改名して睿宗元年（1106年）に監務を置いた。朝鮮太祖2年（1393年）に再び分離され、太宗12年（1412年）に県監を置いた。併合時代の郡内に三国史記の高麗時代にあった地名として方山・文登があり、水入面の比定は金剛山電気鉄道県里駅付近である。
- 1895年旧暦閏5月1日 - 春川府楊口郡に改編。[3]
- 1896年8月4日 - 江原道楊口郡に改編。[4]
- 1906年 - 水入面を淮陽郡から移管。
- 1914年4月1日 - 郡面併合により、楊口郡に以下の面が成立。[5][6]（7面）
  - 郡内面・南面・東面・北面・方山面・亥安面・水入面

| 江原道令第2号      |            |
| 旧行政区画         | 新行政区画 |
| 楊口郡郡内面、西面 | 郡内面     |
| 楊口郡南面、下東面 | 南面       |
| 楊口郡上東面       | 東面       |
| 楊口郡北面         | 北面       |
| 楊口郡方山面       | 方山面     |
| 楊口郡亥安面       | 亥安面     |
| 楊口郡水入面       | 水入面     |
| 行政区域名称対照 (소규모 구역 변화는 생략) | | |
| 1914年以前                                 | 1914年 | 現在 |
| 楊口郡郡内面                               | 郡内面（상리、중리、하리・함춘리、동수리、고대리・대동리、한전리、죽곡리、송청리、정림리)                                                          | 楊口邑（상리、중리、하리、동수리 일부、고대리、한전리、죽곡리、송청리、정림리）                                           |
| 楊口郡西面                                 | 郡内面（안대리、이리、학조리、공리、석현리、웅진리、용호리、수인리）                                                                               | 楊口邑（안대리、이리、학조리、공리、석현리、웅진리、용호리、동수리 일부、수인리）                                         |
| 楊口郡南面                                 | 南面（창리、도촌리、구암리、심포리、죽리、명곶리、원리、황강리、송우리）                                                                           | 国土正中央面（창리、도촌리、구암리、심포리、죽리、명곶리、원리、황강리、송우리）                                          |
| 楊口郡南面                                 | 南面（上水内里、下水内里） | 麟蹄郡南面（上水内里、下水内里）                                                                                          |
| 楊口郡下東面                               | 南面（청리、용하리、야촌리、가오작리、적리） | 国土正中央面（청리、용하리、야촌리、가오작리、적리）                                                                      |
| 楊口郡上東面                               | 東面（임당리、원당리、후곡리、지석리、덕곡리、팔랑리、월운리、비아리、사태리）                                                                     | 東面（임당리、원당리、후곡리、지석리、덕곡리、팔랑리、월운리、비아리、사태리）                                            |
| 楊口郡北面                                 | 北面（공수리、도사리、군량리・본리、월명리、상무룡리・하무룡리・서호리）                                                                           | 楊口邑（공수리、도사리、군량리、월명리、상무룡리）                                                                        |
| 楊口郡方山面                               | 方山面 (장평리, 칠전리, 현리, 금악리, 오미리, 천미리, 송현리, 고방산리, 건솔리)                                                                    | 方山面 (장평리, 칠전리, 현리, 금악리, 오미리, 천미리, 송현리, 고방산리, 건솔리)                                           |
| 楊口郡亥安面                               | 亥安面（万垈里、五柳里、月山里、泥峴里、県里、後里）                                                                                               | 亥安面（万垈里、五柳里、月山里、泥峴里、県里、後里）                                                                      |
| 楊口郡水入面                               | 水入面（문등리・내리・석사리、백현리・수청리、청송리・두포리、근리・송거리・지혜리・천리、분지수리、인패리・암리・오천리・지경리・점방리・대정리） | （北）金剛郡（문등리、백현리、청두리、송거리、하회리 일부、오천리） （南）方山面 미등기지역（문등리、내리、석사리、암리） |
- 1917年 - 郡内面が楊口面に改称。（7面）
- 1945年8月15日 - ソ連軍管理下に置かれる。（7面）
- 1953年7月27日 - 水入面の大部分と東面のごく一部を除いて、韓国が収復。
  - 朝鮮民主主義人民共和国にある部分は1952年に、江原道昌道郡・金剛郡に分割編入された。
- 1954年11月17日 - 収復地区臨時行政措置法（朝鮮語版）により、楊口郡に対する施政権が回復。以下の5面で再出発。[7]
  - 楊口面・南面・北面・東面・方山面（水入面を編入）
    - 亥安面は麟蹄郡に移管。
- 1963年1月1日 - 北面が楊口面に編入。[8]（4面）
- 1973年7月1日 （4面）
  - 麟蹄郡瑞和面の一部（旧・亥安面）が東面に編入し、その区域を管轄する亥安出張所を設置。
  - 麟蹄郡南面斗武里が南面に編入。
  - 南面上水内里・下水内里が麟蹄郡南面に編入。
- 1979年5月1日 - 楊口面が楊口邑に昇格。[9]（1邑3面）
- 1983年2月15日 - 東面亥安出張所が亥安面に昇格・復活。[10]（1邑4面）
- 2021年1月1日 - 南面が国土正中央面に改称。（1邑4面）

## 行政

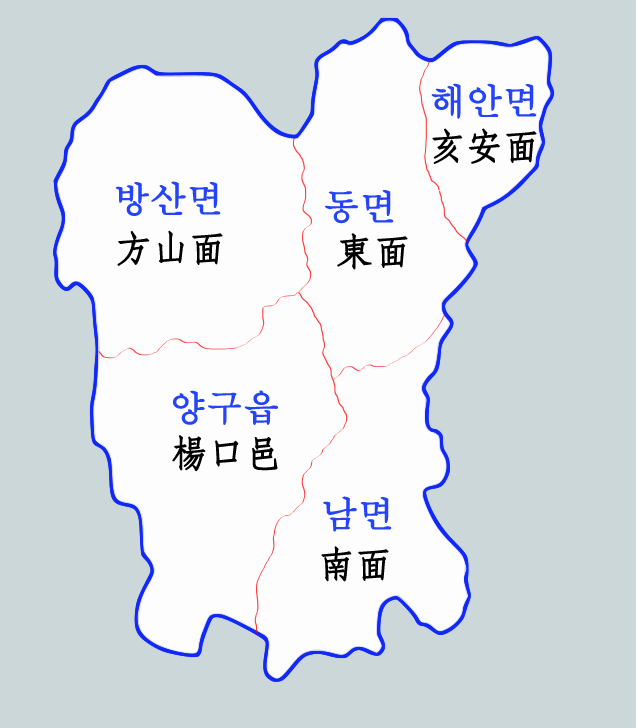
行政区域図

### 下位行政単位
| 邑・面       | 法定里 |
| ------------ | --- |
| 楊口邑       | 高垈里、恭里、公須里、軍糧里、都沙里、東水里、上里、上舞龍里、石峴里、松青里、水仁里、安垈里、雄津里、月明里、泥里、井林里、竹谷里、中里、下里、鶴鳥里、閑田里 |
| 国土正中央面 | 佳伍作里、九岩里、桃村里、斗武里、明串里、松隅里、深浦里、野村里、龍下里、院里、笛里、竹里、蒼里、晴里、黄岡里                                                 |
| 東面         | 徳谷里、比雅里、沙汰里、元塘里、月雲里、林塘里、支石里、八郎里、後谷里                                                                                         |
| 方山面       | 乾率里、古方山里、金岳里、松峴里、五味里、長坪里、天尾里、漆田里、県里                                                                                         |
| 亥安面       | 万垈里、五柳里、月山里、泥峴里、県里、後里 |

### 警察
- 楊口警察署